# Cylinula proxima
Cylinula proxima är en kräftdjursart som beskrevs av Coull 1971. Cylinula proxima ingår i släktet Cylinula och familjen Canthocamptidae. Inga underarter finns listade i Catalogue of Life.